# Ben Bernanke
Ben Shalom Bernanke, né le 13 décembre 1953 à Augusta, Géorgie, (États-Unis), est un économiste américain, du courant de la nouvelle économie keynésienne. 
Il est président de la Réserve fédérale des États-Unis durant deux mandats jusqu'au 31 janvier 2014, où il laisse sa place à Janet Yellen. Il reçoit le prix de la Banque de Suède en sciences économiques en mémoire d'Alfred Nobel en 2022.

## Biographie

### Jeunesse et études
Ben Bernanke naît à Augusta, dans l'Etat de Géorgie. Il a des racines austro-hongroises et juives. Il est diplômé du lycée Dillon, dans l'État de Caroline du Sud, en 1971, et se classe premier de sa promotion. Il est admis à l'université Harvard et obtient sa licence en 1975. 
En 1979, il obtient un doctorat en économie au MIT. Sa thèse, dirigée par Stanley Fischer est intitulée « Long-term commitments, dynamic optimization, and the business cycle » (en français Les engagements de long terme, l'optimisation dynamique et le cycle économique). Il a étudié sous la férule de Peter Diamond, prix Nobel 2010.

### Parcours professoral
Ben Bernanke est recruté à l'université Stanford dès la fin de son doctorat, en 1979. Il y enseigne la théorie monétaire jusqu'en 1985. À partir de cette date, il enseigne comme professeur à l'université de Princeton, dont il préside le département d'économie de 1996 à septembre 2002. 
Au début de sa carrière, il a donné des cours à la London School of Economics, et a été professeur invité à l'université de New York. 
Il obtient le 10 octobre 2022 avec Douglas Diamond et Philip Dybvig le Prix Nobel d'économie grâce à leur travail sur les banques et les crises financières,.

### Parcours professionnel
Il est nommé en 2002 au conseil des gouverneurs de la Réserve fédérale. Il est ensuite nommé président du Conseil économique de la Maison-Blanche (Council of Economic Advisers ou CEA). 
Le 24 octobre 2005, George W. Bush nomme Ben Bernanke à la tête de la Réserve fédérale américaine, poste qu'il occupe pendant huit ans, du 1er février 2006 au 31 janvier 2014. À cette date, Janet Yellen lui succède à ce poste.
Le 16 décembre 2009, il est nommé personnalité de l'année 2009 par le magazine américain Time pour avoir, selon le mensuel, sauvé les États-Unis du désastre financier et « huitième personne la plus puissante du monde » par le magazine Forbes en 2010. Il a notamment aidé à ce que la récession ne dégénère pas en dépression économique en injectant des centaines de milliards de dollars et en dégrisant le marché de crédit des prêts toxiques qui avaient conduit à la crise. Sa politique d'assouplissement quantitatif fait passer le bilan de la FED de 800 milliards de dollars à plus de 4 000 milliards.
Après son départ de la Fed, Ben Bernanke devient « senior fellow » à la Brookings Institution, un think-tank basé à Washington. Donnant des conférences, il prépare la rédaction de ses mémoires. En 2015, il rejoint le comité d'investissement du fonds à risque Citadel Investment Group. Il a également rejoint, en tant que conseiller, le fonds obligataire Pimco.
Au plan universitaire, il a été directeur du programme économique monétaire du bureau national de la recherche économique et éditeur de l'American Economic Review.

## Apports

### Canaux de transmissions de la politique monétaire
Il est connu pour ses travaux de macroéconomie. Ses principaux articles portent sur la politique monétaire, et plus précisément sur les canaux de transmissions de la politique monétaire. Dans sa publication de 1992 avec Alan Blinder, il soutient que l'extension du crédit était plus importante que la création monétaire sur la même période.

### Crises économiques
Historien de l'économie, il a publié des articles sur les crises économiques et notamment sur la crise de 1929.

### Grande modération
Ben Bernanke a joué un rôle majeur dans le développement du concept économique de grande modération, selon lequel les cycles économiques auraient vu leur amplitude et intensité diminuer depuis les années 1990, du fait, notamment, d'un perfectionnement des politiques publiques et monétaires.

## Prises de positions

### Déséquilibres macroéconomiques européens
Il affirme que le déficit commercial des pays de la zone euro les détruit : « les déséquilibres persistants sont malsains, car ils conduisent à des déséquilibres financiers et à une croissance déséquilibrée ». Il écrit que « l'excédent commercial de l'Allemagne est un problème ». Selon lui, « le fait que l'Allemagne vend beaucoup plus qu'elle n'achète, redirige la demande vers ses voisins (ainsi que vers d'autres pays du monde), ce qui réduit la production et l'emploi en dehors de l'Allemagne ».

### Réaction de la Fed en 2007
Dans ses Mémoires, il revient sur la crise financière mondiale débutant en 2007 et admet ne pas avoir réalisé assez vite la gravité de la situation tout en jugeant l'action de la Fed globalement bonne.

## Œuvres
- Ben Bernanke, Mémoires de crise, le patron de la FED raconte, Édition du Seuil, 2015
- (en) Ben S. Bernanke, « Nonmonetary effects of the financial crisis in the propagation of the Great Depression », American Economic Review, vol. 73, no 3,‎ 1983, p. 257–276 (DOI 10.2307/1808111)
- (en) Ben Bernanke, Alan Blinder, « The federal funds rate and the channels of monetary transmission », American Economic Review, vol. 82, no 4,‎ 1992, p. 901–921 (DOI 10.2307/2117350)
- (en) Ben Bernanke, Mark Gertler, « Inside the Black Box: The Credit Channel of Monetary Policy Transmission (in Symposia: The Monetary Transmission Mechanism) », The Journal of Economic Perspectives, vol. 9, no 4,‎ 1995, p. 27-48.
- (en) Andrew B. Abel et Ben S. Bernanke, Macroeconomics, Boston, Addison Wesley, 2001, 4e éd., 630 p. (ISBN 978-0-201-44133-8, LCCN 00038105)
- (en) Ben Bernanke, Essays on the Great Depression, Princeton, Princeton University Press, 2005, 1re éd., 320 p. (ISBN 978-0-691-11820-8)
- (en) Ben Bernanke, Thomas Laubach, Frederic Mishkin et Adam Posen, Inflation Targeting : Lessons from the International Experience, Princeton, Princeton University Press, 2005, 2e éd., 382 p., poche (ISBN 978-0-691-08689-7, LCCN 98039632, présentation en ligne)
- (en) Ben S. Bernanke et Robert H. Frank, Principles of Macro Economics, Boston, McGraw Hill, 2007, 3e éd. (ISBN 978-0-07-319397-7, LCCN 2005054445)
- Mémoires de crise [« The Federal Reserve and the Financial Crisis »], trad. d’Anatole Muchnik, Johan-Frédérik Hel Guedj, Paris, Éditions du Seuil, coll. « Documents H.C. », 2015, 640 p.  (ISBN 978-2-02-123154-0)